# Питкерниевые
Питкерниевые (Pitcairnioideae) — одно из трёх подсемейств семейства Бромелиевые (Bromeliaceae).

## Биологическое писание
Питкерниевые — самое примитивное подсемейство бромелиевых. Это большей частью наземные, реже эпифитные травы различного облика и размера. Трихомы не специализированные и представляют собой аморфные образования, не способные к поглощению воды и солей.
Корневая система всегда вполне развита и хорошо приспособлена для усвоения воды и питания растений. Стебли довольно часто удлинённые, причём у видов Puya и некоторых других одревесневают, из-за этого растения напоминают небольшие деревья или кустарники.
Листья обычно по краю с шипами, редко без них (вторичное отсутствие), линейные, языковидные, мечевидные или ланцетные, с черешком или без него; голые или, по крайней мере с нижней стороны, покрыты чешуйками; по консистенции часто очень жёсткие, почти деревянистые или же мягкие, тонкие или чрезвычайно мясистые; опадающие или неопадающие в неблагоприятный период.
Цветоносы прямые или поникающие, толстые и крепкие, или же тонкие; несут прицветные листья; иногда цветущий стебель сильно укорочен и соцветие сидит в центре розетки листьев; обычно базальные, но у видов Dyckia — боковые. Цветки собраны в метельчатые, колосовидные, кистевидные, головчатые соцветия или, реже, одиночные. Лепестки разнообразной окраски — жёлтые, красные, синие, зелёные, опыляются насекомыми и летучими мышами, иногда также ветром. Завязь верхняя или, редко, полунижняя. Растения большей частью однодомные, но виды Hechtia — двудомные.
Плод сухой (локулицидная или, реже, септицидная коробочка). Семена мелкие, с дорсиапикальным крылом (нерасщепленным придатком) или у гидрохорных видов Navia без придатков.
Формула цветка :
{\displaystyle \star \;oder\downarrow \;K_{3}\;C_{3}\;A_{3+3}\;G_{\underline {(3)}}\;}

## Характерные представители
Самый яркий представитель семейства крупнейшее бромелиевое — пуйя Раймонда (Puya raimondii, знаменитая своими колоссальными размерами (более 10 метров в период цветения). Растение имеет ограниченный ареал в перуано-боливийских Андах, на котором охраняется как вид с сокращающейся численностью. В бразильской каатинге произрастают виды диккии в виде непроходимых, колючих зарослей, занимающих большие территории. Изолированно распространены представители рода гехтия, растущие от Гватемалы до южных штатов США, где являются составляющей колючих кустарниково-кактусовых формаций на обширных территориях местных полупустынь и пустынь. Броккиния (Brocchinia reducta) является насекомоядным растением, однако не выделяет пищеварительных ферментов: привлечённые насекомые просто сгнивают в трубкообразной розетке листьев, наполненной дождевой водой. Интересна также находящаяся под угрозой исчезновения питкерния плодовитая (Pitcairnia feliciana), произрастающая исключительно в Западной Африке (Гвинея), то есть изолированно от основного ареала семейства.

## Ареал
Встречаются абсолютно на протяжении всего ареала семейства; кроме того, один вид растёт в Западной Африке. Центром видового разнообразия следует считать Анды и Гвианское плоскогорье.

## Роды
В подсемействе 15 родов:
- Ayensua L.B.Sm.. — Айенсуа

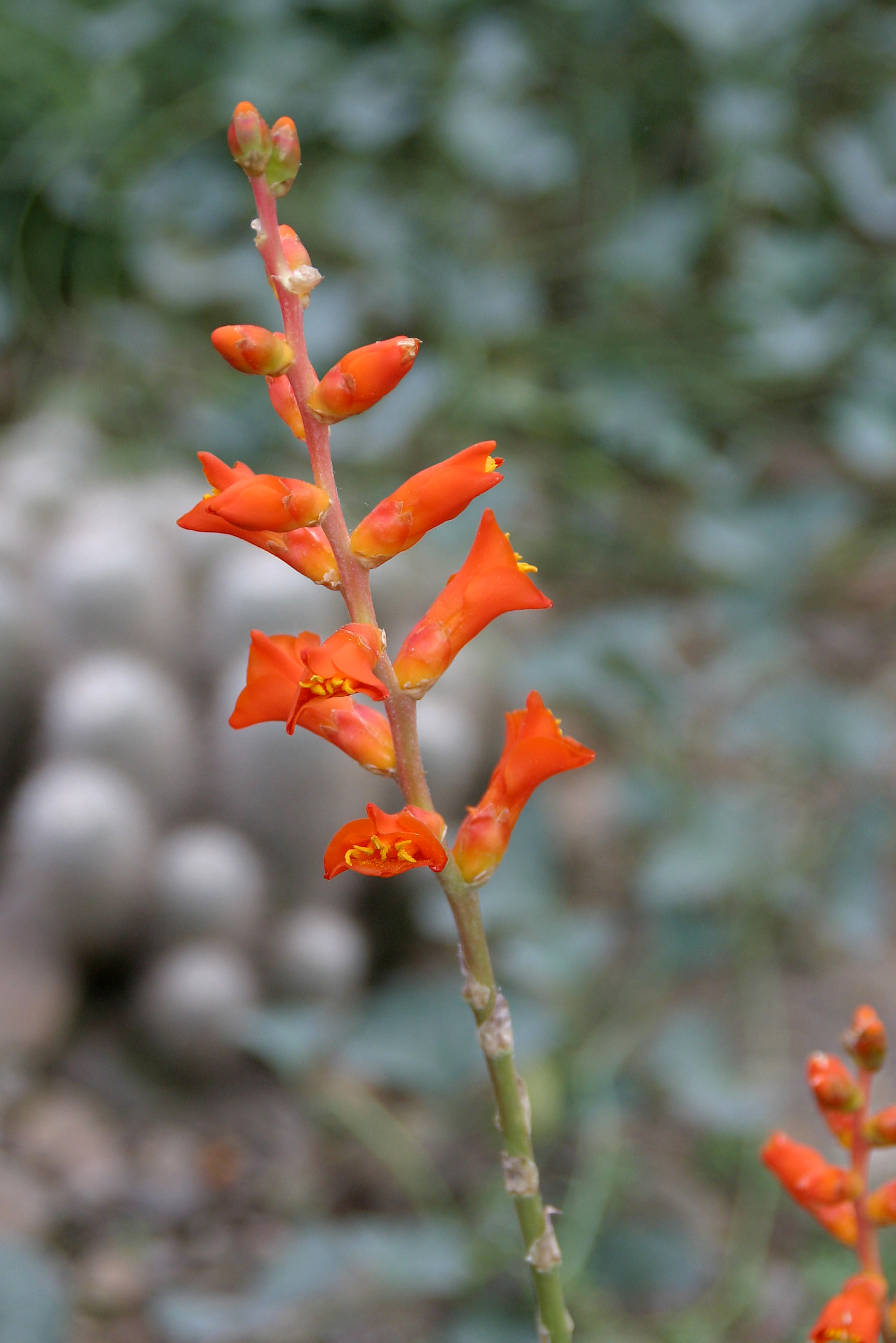
Соцветие Диккия редкоцветковая|Диккии редкоцветковой (Dyckia rariflora)

- Brewcaria L.B.Sm., Steyerm. & H.Rob. — Бревкария
- Brocchinia Schult. & Schult.f. — Броккиния
- Connellia N.E.Br. — Коннеллия
- Cottendorfia Schult. & Schult.f. — Коттендорфия
- Deuterocohnia Mez — Девтерокония
- Dyckia Schult. & Schult.f. — Диккия
- Encholirium Mart. ex Schult. & Schult.f. — Энхолириум
- Fosterella L.B.Sm. — Фостерелла
- Hechtia Klotzsch — Гехтия
- Lindmania Mez — Линдмания
- Navia Schult. & Schult.f. — Навия
- Pitcairnia L'Hér. — Питкерния typus
- Puya Molina — Пуйя
- Steyerbromelia L.B.Sm. — Стейербромелия

Некоторые ботаники (такие, например как Т. Гивниш, 2007) выделяют в подсемействе несколько групп, возводя их в ранг подсемейств — Puyoideae, Hechtioideae, Navioideae и т. п. Однако такое деление не вполне оправдано и требует пересмотра.

## Хозяйственное значение
Не имеют широкого использования. Некоторые виды используют в пищу индейцы, а также в хозяйственных целях, однако ограниченно. Ряд видов имеет декоративное значение.